# ドルベト (モンゴル)
ドルベト（中国語：杜爾伯特 Dùěrbótè、英語：Dörbet）は、15世紀前期に形成されたモンゴルの一部族。その遠祖はチンギス・カンの弟のジョチ・カサル。オイラトのドルベト部とは同名異族である。

## 歴史
ドルベト部は喜峯口外に在り、京師（北京）まで2050里の距離にある。東西は170里、南北は240里ある。東と北には黒龍江があり、西にはジャライト（扎賚特）部、南にはゴルロス（郭爾羅斯）部、北にはソロン（索倫）などの藩部がある。ドルベト部には二つの同名異族が存在する。一姓はチョロース（綽羅斯。『清史稿』では「鮮囉斯」と記すが、誤り）といい、オイラト（衛拉特）タイジ（台吉）ボハン（孛罕）の裔であり、旗は14、ウランクム（烏蘭古木）に遊牧し、外ジャサク（扎薩克）と称す。また一姓はボルジギト（博爾済吉特）といい、チンギス・カンの弟ジョチ・カサルの裔であり、喜峯口外で遊牧する内ジャサク（扎薩克）である。
ジョチ・カサルの16代目の子孫であるアイナガ（愛納噶）は初めてドルベト部と称した。天命9年（1624年）、アイナガの子アドゥジ（阿都斉）はホルチン（科爾沁）部タイジ（台吉）のオーバ（奥巴）と共に後金へ遣使を送って好を乞うたため、ホルチン部ともども後金に帰属した。順治5年（1648年）、アドゥジの子セレン（色稜）はジャサク（扎薩克）を授かり、ホルチン部と同祖であることから、これに附き、ジェリム（哲里木）盟に属した。旗は1、ドクドル（多克多爾）坡に駐屯した。その爵はジャサク・グサ・ベイセ（扎薩克固山貝子）となった。

## 歴代首長
1. アイナガ（愛納噶）…ジョチ・カサルの15代目子孫であるボディダラの8男
2. アドゥジ（阿都斉）…アイナガの子

ジャサク・グサ・ベイセ（扎薩克固山貝子）
1. セレン（色稜）（輔国公：1636年 - 1648年、扎薩克固山貝子：1648年 - 1669年）…アドゥジの子
2. ノルブ（諾爾布）（1670年 - 1671年）…セレンの長男
3. シャジン（沙津）（1671年 - 1719年）…ノルブの従孫
4. バトゥ（巴図）（1719年 - 1729年）…シャジンの長男
5. バンジュル（班珠爾）（1729年 - 1739年）…バトゥの長男
6. セブテン・ドンロブ（色布騰棟囉布）（1739年 - 1743年）…バンジュルの長男
7. ダンジュル（丹珠爾）（1744年 - 1754年）…バトゥの次男
8. ナムジャル・ドルジ（納木扎勒多爾済）（1754年 - 1759年）…ダンジュルの子
9. ロブザン（羅布彰）（1759年 - 1765年）…ナムジャル・ドルジの叔父
10. ボディ（博第）（1765年 - 1790年）…ロブザンの弟
11. サイン・ビリク（賽音畢里克）（1790年 - 1792年）…ボディの長男
12. ラトナバラ（喇特納巴拉）（1792年 - 1810年）…サイン・ビリクの長男
13. エチョルフヤクトゥ（鄂綽爾琥雅克図）（1810年 - 1847年）…ラトナバラの弟
14. ゴンガチョクタン（貢噶綽克坦）（1847年 - 1870年）…エチョルフヤクトゥの子
15. ゲリクバルジュル（格里克巴勒珠爾）（1870年 - 1871年）…ゴンガチョクタンの子。同治九年，襲。
16. ラシ・プンスク（喇什朋蘇克）（1871年 - 1897年）…ゲリクバルジュルの子
17. シェンリエブ・ラオピル（什哷布労丕勒）（1900年 - ）

## 参考資料
- 趙爾巽他『清史稿』（列伝三百五 藩部一、表四十九 藩部世表一）